# تومويا ياماشيتا
تومويا ياماشيتا (باليابانية: 山下友也) هو لاعب رماية ياباني، ولد في 1946.

## وصلات خارجية
- تومويا ياماشيتا على موقع أوليمبيديا (الإنجليزية)